# Oued Mellah

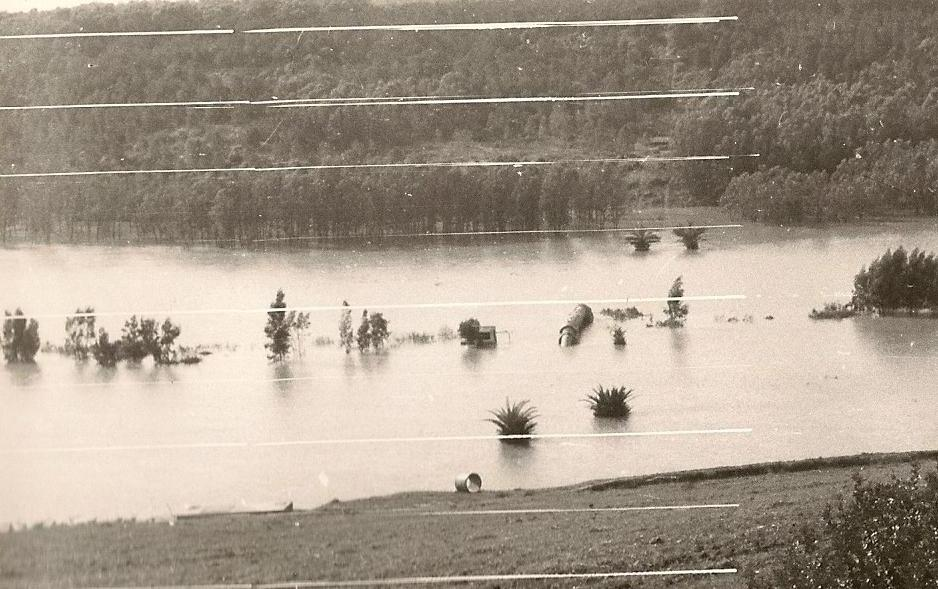
Oued Mellah durante las inundaciones de febrero de 1964 en la ruta de Casablanca a Rabat.

El Oued Mellad (río Salado) es un río marroquí situado en la región de Casablanca. Tiene una longitud aproximada de 160 kilómetros y su caudal es estable con fuertes crecidas en invierno. Su fuente se encuentra en Aïn Soltane, en la zona del Atlas Medio a 20 kilómetros al noroeste de Khouribga, cerca de kasbah Moulay-Abd-el-Aziz, a 760 metros de altitud. Desemboca en el Océano Atlántico.
Como muchos ríos de Marruecos sus aguas contienen una cierta proporción de agua salada, de hecho, mellah significa sal en árabe.

## Hidrología
Las inundaciones del uadi Mellah son repentinas y bastante violentas, coincidiendo con la temporada de lluvias. Es importante distinguir dos tipos de regímenes:
- inundaciones típicas, bastante frecuentes, con pequeños desbordamientos o inundaciones de baja magnitud,
- grandes inundaciones, bastante raras, de pocos días de duración y que dan lugar a desbordamientos espectaculares.[1]

El caudal del río es irregular, la presa juega un papel regulador demasiado débil, se llena rápidamente.